# Çallı
Çallı è un comune dell'Azerbaigian situato nel distretto di Zərdab. Conta una popolazione di 2 265 abitanti.